# Esomus malayensis
Esomus malayensis — вид коропоподібних риб родини Данієві (Danionidae).

## Поширення
Вид поширений у Малайзії та В'єтнамі. Зустрічається у ставках та струмках.

## Опис
Риба завдовжки до 8 см.